# Boris Vormann
Boris Vormann ist ein deutscher Politikwissenschaftler und Hochschullehrer. Von 2015 hatte er eine Vertretungsprofessur für Politik am John-F.-Kennedy-Institut für Nordamerikastudien der Freien Universität Berlin. Seit Mitte 2017 ist er Professor für Politologie am Bard College Berlin.

## Werdegang

### Ausbildung
Vormann studierte von 2003 bis 2009 Kulturwissenschaft, Literatur und Linguistik an der TU Dresden. Studienaufenthalte führten ihn nach New Jersey und New York. 2009 bis 2013 promovierte er an der Graduate School of North American Studies der FU Berlin in Politikwissenschaft. Seine Dissertation Blind Spots of Globalization. Neoliberalization Processes, Technological Innovation, and Socio-Spatial Change in North American Port Cities wurde mit summa cum laude bewertet.

### Akademische Laufbahn
Vormann ist assoziierter Forscher an der Chaire de Recherche du Canada en Études Québécoises et Canadiennes (CRÉQC) der Université du Québec in Montréal/Kanada und war als Gastforscher unter anderem am Graduate Center der City University of New York (CUNY), an der Harvard University und der New York University tätig. 2015 erhielt er für seine Forschung den  Fulbright American Studies Award der Deutschen Gesellschaft für Amerikastudien und der Fulbright-Kommission. Von 2015 bis 2017 vertrat er die Professur der Abteilung Politik am John-F.-Kennedy-Institut für Nordamerikastudien der Freien Universität Berlin. Seit Mitte 2017 ist Vormann Professor für Politikwissenschaften an der Privatuniversität Bard College Berlin.

### Themen
Im Mittelpunkt seiner wissenschaftlichen Untersuchungen steht die Globalisierung und deren Auswirkungen auf politische Institutionen, Gesellschaften und wirtschaftsgeographische Strukturen. Seine Forschung setzt sich vergleichend mit Staat-Markt-Beziehungen, Re-Nationalisierung und der Entwicklung globaler Städte und Stadtregionen auseinander und stellt dabei die anhaltende Bedeutung des Staates auf globaler und subnationaler Ebene heraus. Boris Vormanns aktueller Forschungsschwerpunkt widmet sich der Untersuchung der Rolle des US-Staates bei der Schaffung globaler Transportinfrastrukturen.
Boris Vormann kommentierte politisches Zeitgeschehen in den Medien unter anderem für die Deutsche Welle, N24 und DeutschlandRadio Kultur. Vormann ist der Übersetzer des Buches Austerity: The History of a Dangerous Idea des schottischen Politikwissenschaftlers Mark Blyth sowie der Monographie Das Zeitalter der Ungewissheit des Quebecer Politologen Alain-G. Gagnon.

## Veröffentlichungen
Monographien
- Zwischen Alter und Neuer Welt. Synchron Verlag, Heidelberg. 2012
- Global Port Cities in North America: Urbanization Processes and Global Production Networks. Routledge, London und New York. 2015

Herausgeberschaften
- mit Alain-G. Gagnon und Ingo Kolboom: Québec: Staat und Gesellschaft, Heidelberg: Synchron Publishers 2011
- mit Christian Lammert und Markus B. Siewert: Handbuch Politik USA (Springer NachschlageWissen). Springer VS. 2015

Fachzeitschriftenaufsätze (Peer-Reviewed) 
- 2016. "Urban Diversity: Disentangling the Cultural and the Economic Case." New Diversities.
- 2016. "Infrastructures of the Global: Adding a Third Dimension to Urban Sustainability Discourses" European Journal of American Studies.
- 2015. "Toward an Infrastructural Critique of Urban Change. Obsolescence and Changing Perceptions of New York City’s Waterfront." CITY 19 (2-3): 332-340.
- Mir Christian Lammert. 2015. "Has Quebecois Separatism Run its Course? New Chances for Cooperative Arrangements in Canada." Zeitschrift für Kanadastudien 35: 45-62.
- 2014. "Who Needs American Studies? Globalization, Nationalism, and the Future of Area Studies." American Studies/Amerikastudien 59 (3): 387-406
- mit Gina Caison. 2014. "The Logics and Logistics of Urban Progress. Contradictions and Conceptual Challenges of the Global North-South-Divide." The Global South 8 (2): 65-83.
- mit Christian Lammert. 2014. "A Paradoxical Relationship? Regionalization and Canadian National Identity." American Review of Canadian Studies 44 (4): 385-399.
- 2014. "Infrastrukturen der globalen Stadt. Widersprüche des urbanen Nachhaltigkeitsdiskurses am Beispiel Vancouvers." Zeitschrift für Kanadastudien 34: 62-86. [Infrastructures of the Global City. Contradictions of Urban Sustainability Discourses in the Case of Vancouver"]
- mit Sonja Schillings. 2013. "The Vanishing Poor. Frontier Narratives in US Gentrification and Security Debates." UCLA Critical Urban Planning 20: 145-165.

Buchkapitel
- mit Ingo Kolboom. 2016. "Frankophonie. Kulturelle Makro-Region und Global Player." In: Oberreuter, Heinrich (ed.) Staatslexikon. 8. Auflage. Görres-Gesellschaft. [In print]
- 2016. "Beneath and Beyond the Sustainable City." In: American Studies – a Monograph Series, Universitätsverlag C. Winter: Heidelberg.
- 2016. "Stadt- und Regionalpolitik in den USA: Globale Ströme und lokale Verankerung." In: Vormann, Boris; Lammert, Christian; Siewert, Markus (eds.). Handbuch Politik USA. Springer VS: Wiesbaden, 403-420.
- mit Christian Lammert. 2016. "Gesellschaft in der Krise? Neue Ungleichheiten in den USA." In: Vormann, Boris; Lammert, Christian; Siewert, Markus (eds.). Handbuch Politik USA. Springer VS: Wiesbaden, 601-616.
- mit Christian Lammert. 2016. "Kommunalpolitik in den USA." In: Vormann, Boris; Lammert, Christian; Siewert, Markus (eds.). Handbuch Politik USA. Springer VS: Wiesbaden, 225-240.
- mit Lammert, Christian and Markus Siewert. 2016. "Fremde Vertraute: Die Politik der Vereinigten Staaten von Amerika." In: Vormann, Boris; Lammert, Christian; Siewert, Markus (eds.). Handbuch Politik USA. Springer VS: Wiesbaden, 1-12.
- 2014. "Das Spiel mit dem Feuer. Von Staaten, Märkten und dem Siegeszug der Austerität." In: Blyth, Mark: Wie Europa sich kaputtspart. Die gescheiterte Idee der Austeritätspolitik. Dietz: Bonn, 9-15.
- 2014. "Diversität und Föderalismus im frühen 21. Jahrhundert. Eine deutsche Perspektive." In: Gagnon, Alain-G.: Das Zeitalter der Ungewissheiten. Essays über Föderalismus und nationale Diversität. Nomos: Baden-Baden, 9-23.
- mit Julia Püschel. 2012. "Grey Zones of the Market – Public Services, Education Policies, and Neoliberal Reform in the United Kingdom." In: Lall, Marie (ed.): Policy, Discourse and Rhetoric. How New Labour Challenged Social Justice and Democracy. Sense Publishers: Rotterdam/Boston/Taipei. 15-40.
- 2011. "Visibilizing Risk. Risk Perception and Maritime Infrastructure in the ‘War on Terror’." In: Fluck, Winfried; Motyl, Katharina; Pease, Donald; Raetzsch, Christoph (ed.): REAL Yearbook of Research in English and American Literature Vol 27. Gunter Narr Verlag: Tübingen, 2011. 317-335.
- mit Ingo Kolboom. 2011. "Québec – Ein Land zwischen nationaler Selbstbehauptung und Globalisierung. Einleitung zur deutschen Ausgabe." In: Vormann, Boris; Kolboom, Ingo; Gagnon, Alain-G. (eds.). Québec. Staat und Gesellschaft. Synchron Publishers: Heidelberg, 2011, 11-30.